# The Terminator: Future Shock
The Terminator: Future Shock est un jeu vidéo développé et distribué par Bethesda Softworks. Il met en scène la guerre décrite dans les films Terminator qui oppose les hommes et Skynet. L'action se déroule dans les environs de la ville de Los Angeles dévastée par une guerre nucléaire et les combats qui ont suivi.
Le jeu a connu une suite The Terminator: SkyNET sortie en 1996.

## Synopsis
En 1995 (1997 dans le film), Skynet lance une attaque nucléaire massive contre les humains. Le jeu commence vingt ans plus tard en 2015 alors que le protagoniste, un humain anonyme, s'échappe d'un camp de la mort de Skynet. Il est pris en chasse par un robot pour être sauvé in extremis par un membre de la résistance qui meurt quelques instants plus tard après lui avoir donné l'objectif de rejoindre John Connor, le chef de la résistance.

## Système de jeu
Le jeu est découpé en 17 missions qui s'enchaînent de manière linéaire. Les objectifs sont donnés par les membres de la résistance, principalement John Connor et Kyle Reese. Au cours des missions, des communications par radio avec le QG de la résistance permet d'avoir des mises à jour des objectifs.
Le joueur évolue dans les ruines de Los Angeles et dans ses environs après une guerre nucléaire. Le jeu se déroule dans plusieurs environnements : en extérieur au milieu des débris, dans des égouts ou dans des camps de Skynet.

### Interface de jeu
Lors du jeu, l'interface est constituée de deux zones principales :
- La zone de jeu est visible dans la partie supérieure. L'arme courante est visible en bas à droite.
- L'affichage tête haute dispose de plusieurs indicateurs :
  - un compteur Geiger détermine le niveau de radiations auquel le joueur est exposé. À Safe, le joueur ne subit pas de dégât. À Warning le joueur subit des dégâts modérés. À Danger, le niveau maximal, le joueur meurt en quelques secondes. Les niveaux de radiations élevés se trouvent principalement à proximité des cratères d'explosion nucléaire ou près des bords de la zone de jeu,
  - une boussole permet de retrouver son chemin, le QG y faisant souvent référence,
  - la présentation des armes principales (fusil, laser...) et armes secondaires (grenades) ainsi que du nombre de munitions disponibles,
  - les indicateurs de santé et d'armure sous forme de barres,
  - une fenêtre qui transcrit les messages radios reçus.

Il est possible d'accéder à une carte en 3D de la zone de jeu complétée automatiquement au fur et à mesure de la progression.

### Inventaire
Le joueur dispose de 17 armes, 4 types de grenades et 1 type de bombe.

### Environnement extérieur
Les niveaux en extérieur sont ouverts et il est laissé au joueur la possibilité de visiter la ville, et de fouiller des ruines de bâtiments. L'aire de jeu est limitée soit par des éléments naturels comme des collines soit par des zones radioactives dues aux retombées de la guerre.
Ces phases se déroulent principalement la nuit car les robots disposent d'une vision nocturne moins performante. Il est possible de rencontrer des patrouilles de robots, des chars ennemis ou des véhicules aériens.
Dans certains niveaux, il est donné la possibilité de conduire des véhicules :
- une Jeep équipée d'un canon laser et de missiles qui permet de franchir de longues distances
- un avion à décollage et atterrissage vertical capturé à l'ennemi

### Environnements intérieurs
Ceux-ci sont principalement de trois types :
- l'intérieur de bâtiments en ruines sont accessibles depuis les environnements extérieurs. Dans ces lieux, il est possible de voir de nombreux cadavres de personnes n'ayant pas survécu à la première frappe ainsi que des résistants. Les robots les patrouillent afin de débusquer des survivants
- les égouts sont encore relativement en bon état à la suite des frappes et sont utilisés par les membres de la résistance pour éviter les patrouilles de robots en surface
- les camps de Skynet sont protégés par des barrières énergétiques qui servent à repousser les incursions depuis l'extérieur mais aussi à empêcher les prisonnier de s'échapper. Ces lieux ont été construits après la guerre, sont en très bon état et disposent d'une technologie avancée. Ces lieux sont bien éclairés contrairement aux autres.

Dans les environnements intérieurs, le joueur se déplace presque exclusivement à pied.

## Distribution
Le jeu était distribué au format boîte. Celle-ci comprenait:
- Le manuel de jeu entièrement traduit en français. Il comporte de nombreux dessins et esquisses. Il permet de présenter les ennemis les plus couramment rencontrés.
- Un feuillet qui donne une traduction de tous les briefings de mission. Le jeu étant en anglais, cela permet au non-anglophones de pouvoir jouer
- Une carte de référence qui se découpe en un guide pour l'installation car l'installateur est en anglais, un guide pour résoudre les problèmes les plus courants et une carte de référence des contrôles par défaut
- Le CD-ROM d'installation du jeu

## Accueil
| -          | PC                              |
| ---------- | ------------------------------- |
| Joystick   | Intérêt : 90 % Technique : 92 % |
| PC Team    | 90 %                            |
| PC Loisirs | 4 étoiles (sur 5)               |
| GameSpot   | 8.4/10                          |